# Recopa de la CONCACAF
La Recopa de la CONCACAF (també anomenada Copa de Campions de Copa de la CONCACAF) fou un torneig de futbol de la CONCACAF que disputaven els campions de les diferents competicions de Copa de les federacions estatals. La competició no reeixí, ja que moltes federacions no disposaven de competicions de Copa regulars. Els darrers tres tornejos foren abandonats per la manca d'interès. L'any 2001 es creà la Copa Gegants de la CONCACAF, una competició per invitació que reemplaçava la Recopa, però només durà una temporada.
Resum dels principals campionats de la CONCACAF de clubs:
| Continentals | Continentals                                                                                        | Continentals                                                                                    |
| --- | --------------------------------------------------------------------------------------------------- | ----------------------------------------------------------------------------------------------- |
| Campionat de la CCCF (1959-1961) Lliga/Copa de Campions (1962-avui) Recopa de la CONCACAF (1991-1998) Copa Gegants de la CONCACAF (2001) | |                                                                                                 |
| Amèrica del Nord | Amèrica Central                                                                                     | Carib                                                                                           |
| Superlliga Nord-americana (2007-2010) Campeones Cup (2018-avui) Leagues Cup (2019-avui)                                                  | Copa Interclubs UNCAF (1971-2007) Lliga de la CONCACAF (2017-2022) Copa Centreamericana (2023-avui) | Campionat de clubs CFU (1997-2022) Caribbean Club Shield (2018-avui) Copa del Carib (2023-avui) |

## Historial
Font:
| Any  | Campió                                                        | Resultat                                                      | Finalista                                                     |
| ---- | ------------------------------------------------------------- | ------------------------------------------------------------- | ------------------------------------------------------------- |
| 1991 | Atlético Marte (SLV)                                          | lligueta                                                      | Comunicaciones (GUA)                                          |
| 1992 | no es disputà                                                 | no es disputà                                                 | no es disputà                                                 |
| 1993 | Monterrey (MEX)                                               | lligueta                                                      | Real España (HON)                                             |
| 1994 | Necaxa (MEX)                                                  | 3–0                                                           | Aurora (GUA)                                                  |
| 1995 | Tecos (MEX)                                                   | 2–1                                                           | Firpo (SLV)                                                   |
| 1996 | torneig abandonat, només es disputà la ronda preliminar       | torneig abandonat, només es disputà la ronda preliminar       | torneig abandonat, només es disputà la ronda preliminar       |
| 1997 | torneig abandonat, no es disputà la final                     | torneig abandonat, no es disputà la final                     | torneig abandonat, no es disputà la final                     |
| 1998 | torneig abandonat, només es disputà la fase d'Amèrica Central | torneig abandonat, només es disputà la fase d'Amèrica Central | torneig abandonat, només es disputà la fase d'Amèrica Central |